# Мошенаки
Мошена́ки (бел. Машанакі) — деревня в составе Мостокского сельсовета Могилёвского района Могилёвской области Республики Беларусь.
Центральная улица Мошенак — Аптечная. Также в составе Мошенак улица Меданская, ранее — деревня Медань.
Деревня Мошенаки ранее была административным центром Мошенакского сельсовета. В деревне находилась школа.

## Географическое положение
Ближайшие населённые пункты: Зыли, Зарудеевка.

## Население
- 1999 год — 166 человек
- 2010 год — 85 человек